# Ronde van Padanië
De Ronde van Padanië (Italiaans: Giro di Padania) was een meerdaagse wielerwedstrijd in de Italiaanse regio Padanië mede georganiseerd door de politieke partij Lega Nord.
De wedstrijd werd in 2011 voor het eerst georganiseerd van 6 tot en met 10 september. Er deden 25 ploegen van maximaal acht renners mee. Deze eerste editie werd meerdere malen verstoord door aanhangers van de communistische partij Rifondazione Comunista die de wielerkoers zien als een propagandamiddel van de Lega Nord om de aandacht van de huidige politiek af te leiden. Ook protesteerden ze tegen de bezuinigingsmaatregelen van de Italiaanse regering. In 2012 werd nog een tweede editie gehouden die gelijk ook de laatste bleek te zijn.

## Overwinningen per land
| Overwinningen | Land   |
| ------------- | ------ |
| 2             | Italië |

2005 · 
2006 · 
2007 · 
2008 · 
2009 · 
2010 · 
2011 · 
2012 · 
2013 · 
2014 · 
2015 · 
2016 · 
2017 ·
2018 ·
2019 ·
2020 ·
2021 ·
2022 ·
2023 ·
2024 ·
2025
Belangrijkste etappewedstrijden

Internationaal Wegcriterium · Driedaagse Brugge-De Panne · Ronde van de Alpen · Vierdaagse van Duinkerke · Ronde van Beieren · Ronde van Noorwegen · Ronde van België · Ronde van Luxemburg · Ronde van Oostenrijk · Ronde van Wallonië · Ronde van Burgos · Ronde van Denemarken · Arctic Race of Norway · Ronde van Groot-Brittannië
Belangrijkste eendaagse wedstrijden

Trofeo Laigueglia · GP Lugano · GP Nobili Rubinetterie · Dwars door Vlaanderen · Scheldeprijs · Brabantse Pijl · GP Kanton Aargau · Brussels Cycling Classic · GP Fourmies · Primus Classic Impanis-Van Petegem · Ronde van de Drie Valleien · Milaan-Turijn · Ronde van Piemonte · Ronde van het Münsterland · Ronde van Emilia · Parijs-Tours · GP Bruno Beghelli